# Energy Transfer Partners
Energy Transfer Partners (ETP) ist ein amerikanischer Energiekonzern. Das 1995 von Kelcy L. Warren gegründete Unternehmen ist Besitzer von Sunoco und Sunoco Logistics.
ETP besitzt 100.500 km Erdgas- und NGL-Pipelines, 9.500 km Erdölpipelines, 4.350 km Produktenleitungen sowie 1.340 Tankstellen. In Mont Belvieu besitzt ETP einen großen Natural Gas Liquids (Ethan, Propan)-Fraktionator. Das Flüssigerdgasterminal in Lake Charles wird derzeit von Import auf Export umgestellt.

## Struktur
Besitzer von Energy Transfer Partners ist die ebenfalls börsennotierte Energy Transfer Equity, L.P. (ISIN US29273V1008).
2016 verpflichtete sich Energy Transfer Equity (ETE), Williams Companies zu übernehmen. Ende Juni 2016 trat ETE jedoch von dem Kaufvertrag zurück, was von einem Gericht in Delaware als rechtmäßig bestätigt wurde. Im November 2016 kündigte ETE die Konsolidierung von Sunoco Logistics Partners and Energy Transfer Partners in einer Gesellschaft an.

## Aktuelle Pipelineprojekte
- Dakota Access Pipeline (Bakken Pipeline)
- Crude Conversion Pipeline
- Comanche Trail Pipeline
- Trans-Pecos Pipeline
- Lone Star Express Pipeline
- Rover Pipeline
- Mariner East (Sunoco Logistics)